# Hitzone Best of '99
TMF Hitzone Best of '99 is een verzamelalbum. Het album, onderdeel van de serie Hitzone, werd op 4 november 1999 uitgegeven door de Nederlandse muziekzender TMF. TMF Hitzone Best of '99 belandde op de 1e plaats in de Verzamelalbum Top 30 en wist deze positie drie weken te behouden.

## Nummers
| Nr. | Titel                            | Uitvoerend artiest              | Duur |
| --- | -------------------------------- | ------------------------------- | ---- |
| 1.  | Mambo No. 5 (A little bit of...) | Lou Bega                        | 3:38 |
| 2.  | (You Drive Me) Crazy             | Britney Spears                  | 3:14 |
| 3.  | Changes                          | 2Pac                            | 4:27 |
| 4.  | No Matter What                   | Boyzone                         | 4:30 |
| 5.  | How Will I Know                  | Jessica                         | 3:34 |
| 6.  | Blue (Da Ba Dee)                 | Eiffel 65                       | 3:38 |
| 7.  | Turn Around                      | Phats & Small                   | 3:45 |
| 8.  | R U Kiddin' Me                   | Anouk                           | 3:17 |
| 9.  | Iris                             | Goo Goo Dolls                   | 3:33 |
| 10. | From the Heart                   | Another Level                   | 4:50 |
| 11. | Hard Knock Life (Ghetto Anthem)  | Jay-Z                           | 3:58 |
| 12. | If Ya Gettin' Down               | 5ive                            | 2:57 |
| 13. | Mamma Mia                        | ABBA*Teens                      | 3:41 |
| 14. | Better Off Alone                 | DJ Jurgen                       | 3:34 |
| 15. | Sun is Shining                   | Bob Marley vs. Funkstar De Luxe | 3:52 |
| 16. | Bailamos                         | Enrique Iglesias                | 3:24 |
| 17. | When a Woman's Fed Up            | R. Kelly                        | 4:34 |
| 18. | Hou me vast                      | Volumia!                        | 3:41 |
| 19. | You Get What You Give            | New Radicals                    | 4:38 |
| 20. | Open Your Eyes                   | Guano Apes                      | 3:06 |

| Nr. | Titel                                 | Uitvoerend artiest                 | Duur |
| --- | ------------------------------------- | ---------------------------------- | ---- |
| 1.  | We're Going to Ibiza                  | Vengaboys                          | 3:37 |
| 2.  | Get Get Down                          | Paul Johnson                       | 3:08 |
| 3.  | Larger Than Life                      | Backstreet Boys                    | 3:54 |
| 4.  | No Scrubs                             | TLC                                | 3:31 |
| 5.  | Enjoy Yourself                        | A+                                 | 3:38 |
| 6.  | The Road Ahead (Miles of the Unknown) | City To City                       | 3:54 |
| 7.  | Harder dan ik hebben kan              | BLØF                               | 4:10 |
| 8.  | Narcotic                              | Liquido                            | 3:37 |
| 9.  | King of My Castle                     | Wamdue Project                     | 3:40 |
| 10. | 2 Times                               | Ann Lee                            | 3:46 |
| 11. | Best Friend                           | Toy-Box                            | 3:27 |
| 12. | Goodbye                               | Spice Girls                        | 4:18 |
| 13. | Secretly                              | Skunk Anansie                      | 4:43 |
| 14. | Dancehall Queen                       | Beenie Man feat. Chevelle Franklyn | 4:26 |
| 15. | Şımarık                               | Tarkan                             | 3:08 |
| 16. | Where My Girls At?                    | 702                                | 2:46 |
| 17. | (Mucho Mambo) Sway                    | Shaft                              | 3:26 |
| 18. | The Launch                            | DJ Jean                            | 3:36 |